# Nihyn
Nihyn (ukr. Нігин; pol. hist. Nihin) – wieś na Ukrainie, w obwodzie chmielnickim, w rejonie kamienieckim.
We wsi znajduje się stacja kolejowa Nihyn na linii Chmielnicki – Kelmieńce.

## Historia
W czasach Rzeczypospolitej wieś leżała w województwie podolskim. Należała do dóbr stołowych biskupów kamienieckich. Odpadła od Polski w wyniku II rozbioru.
W XIX i w początkach XX w. Nihin położony był w Rosji, w guberni podolskiej, w powiecie kamienieckim, w gminie Cyków.
Po I wojnie światowej pod administracją polską, w Zarządzie Cywilnym Ziem Wołynia i Frontu Podolskiego, w okręgu podolskim, w powiecie kamienieckim.
W wyniku postanowień traktatu ryskiego znalazł się w granicach Związku Sowieckiego. Od 1991 w niepodległej Ukrainie.